# Carântono
Carântono (em francês: Charente) é um departamento da França localizado na região Nova Aquitânia. Sua capital é a cidade de Angolema.